# Asura punctifascia
Asura punctifascia är en fjärilsart som beskrevs av Walker 1869. Asura punctifascia ingår i släktet Asura och familjen björnspinnare. Inga underarter finns listade i Catalogue of Life.